# Jim Boylan
James Owen « Jim » Boylan, né le 28 avril 1955 à Jersey City, dans le New Jersey, est un joueur et entraîneur américain de basket-ball. Il évolue durant sa carrière au poste de meneur.

## Palmarès
Joueur
- Champion NCAA 1977